# Museo del Tequila y el Mariachi
El Museo del Tequila y el Mariachi (o Mutema) es un espacio dedicado a la exhibición y difusión de la cultura del tequila y el mariachi, patrimonio e identidad cultural de México.

## Salas de exhibición
El museo cuenta con dos salas, una está destinada al mariachi, incluye piezas musicales, fotografías y trajes típicos. La segunda sala abarca la historia del tequila así como detalles sobre el cultivo de agave, herramientas y su proceso de fabricación.

## Historia
El museo se inauguró por el alcalde Aristóteles Sandoval Díaz; el secretario de Cultura, Alejandro Cravioto Lebrija; el presidente del Consejo Regulador del Tequila (CRT), Miguel Ángel Domínguez Morales y el vicepresidente de la Cámara Nacional de la Industria Tequilera (CNIT).